# John Rogers Cox
John Rogers Cox (Terre Haute, 24 marzo 1915 – Louisville, 30 gennaio 1990) è stato un pittore statunitense.

## Biografia
Nato e cresciuto a Terre Haute, Indiana, John Rogers Cox cominciò a disegnare all'età di cinque anni. Benché fosse un povero studente durante la scuola superiore si laureò e dopo essersi laureato si iscrisse in un programma di BFA condotto congiuntamente dall'Università della Pennsylvania e la Pennsylvania Academy of the Fine Arts. Ha conseguito la laurea nel 1938. Tornò a Terre Haute a lavorare come cassiere di banca fino al 1941, suo padre Wilson Naylor Cox fu un presidente di banca. Presto fu nominato primo direttore del Museo d'Arte Swope Sheldon, una posizione tenuta dal 1941 al 1943.Cox lasciò il museo e si arruolò nell'esercito degli Stati Uniti nel 1943. Ha lasciato l'esercito nel 1945 e decise di dedicare il suo tempo alla pittura. Sotto la sua direzione, la galleria assemblò una delle prime collezioni di arte americana regionalista. Nel 1942, la pittura di Cox Grigio e oro (piatto 104) ha vinto la seconda medaglia per Artisti nella mostra "La vittoria al Metropolitan Museum di New York". Due anni dopo il dipinto ha ricevuto il premio popolare nella Mostra di pittura negli Stati Uniti, 1944, tenutasi presso il Carnegie Institute di Pittsburgh. Questo dipinto risiede ora nella collezione permanente del Museo d'Arte di Cleveland. Nel 1948 Cox si è iscritto alla facoltà "The School of the Art Institute of Chicago". Ha insegnato e dipinto in quasi due decenni a Chicago .Cox come artista è stato relativamente modesto ma le sue opere furono presenti in numerose mostre annuali di artisti viventi nel corso degli anni quaranta e cinquanta . Ha lavorato lentamente, dipingendo i suoi paesaggi a casa, a memoria spesso prendendo un anno o due per finire un dipinto. Il suo numero di dipinti è inferiore a 20. Ricordato come uno dei più originali pittori americani nel dipingere paesaggi magici-realistici, John Rogers Cox è morto nel 1990. I suoi lavori sono in mostra presso il Museo d'Arte Swope Sheldon, Indiana, l'Istituto Butler of American Art, Ohio, e Museo delle Belle Arti, Springfield, Massachusetts.

## Vita privata
Il 27 dicembre 1939 sposò a Terre Haute Mary Hermine Mayer, una giovane donna del posto, dalla quale ebbe successivamente tre figli, due maschi, John Rogers Cox, Jr. ed Henry Douglas Cox, e una femmina, Janet Naylor Cox, nata nel 1943, che morì giovinetta.
Nel 1947 Cox divorziò e si risposò nel 1963 con Donise Kibby, un'allieva dell'Art Institute of Chicago, dalla quale nel 1966 ebbe una figlia, Sophia. A metà degli anni ottanta, Cox divorziò anche dalla seconda moglie.